# Milan Dudić
Milan Dudić (in serbo Милан Дудић?; Kraljevo, 1º novembre 1979) è un ex calciatore serbo.

## Carriera

### Club
Debutta da professionista nel 1995 nel Magnohrom Kraljevo, la squadra della sua città natale, per poi passare al Bane Raška, allo Sloga Kraljevo e al Komgrap Belgrado, militando sempre nelle serie inferiori.
Nella stagione 1999-2000 debutta nella massima serie jugoslava nelle file del Čukarički Stankom, dove gioca per due stagioni prima di passare, nel gennaio 2001 alla Stella Rossa, di cui diventa uno dei punti di forza e con la quale conquista tre coppe e due campionati serbo-montenegrini.
Nell'estate del 2006 si trasferisce in Austria, nel Salisburgo, con cui vince subito un campionato nazionale. L'anno seguente, il bis sfuma a causa di una pesante sconfitta contro il Rapid Vienna nello scontro diretto (0-7): su questa partita, cinque anni più tardi, verrà sollevato il dubbio che sia stata accomodata per favorire la vittoria del Rapid in cambio di denaro. Dudić ha decisamente smentito queste voci, affermando che la partita si svolse nella più completa regolarità.
Dall'estate del 2011 è sotto contratto con lo Sturm Graz.

### Nazionale
Ha partecipato, nel 2006, alla sfortunata spedizione della Nazionale serbomontenegrina ai Mondiali in Germania.

## Palmarès

### Club

#### Competizioni nazionali
- Kup Srbije i Crne Gore: 3

Stella Rossa: 2001-2002, 2003-2004, 2005-2006
- Campionato serbomontenegrino: 2

Stella Rossa: 2003-2004, 2005-2006
- Campionato austriaco: 3

Salisburgo: 2006-2007, 2008-2009, 2009-2010